# Sebastian Tessenow
Sebastian Tessenow (* 1985 in Altdöbern) ist ein deutscher Schauspieler.

## Leben
Sebastian Tessenow, in der Nähe von Cottbus geboren, wuchs in Neubrandenburg (Mecklenburg-Vorpommern) auf. Angeregt durch seinen Vater, der Ballett und Folklore tanzte, begeisterte sich Tessenow zunächst für den Tanzsport und war in seiner Jugend bis zum Abitur nahezu jedes Wochenende auf Tanzturnieren unterwegs. Sein Interesse an der Schauspielerei wurde erstmals durch die Theater-AG an seiner Schule geweckt.
Nach einem zunächst nicht erfolgreichen Vorsprechen während der Abiturvorbereitungen an der Hochschule für Musik und Theater Rostock studierte er von 2006 bis 2010 Schauspiel an der Hochschule für Musik und Theater »Felix Mendelssohn Bartholdy« in Leipzig.
Tessenow war zunächst Mitglied des Schauspielstudios am Theater Chemnitz. Dort trat er u. a. in Macbeth, in Jean-Paul Sartres Die schmutzigen Hände sowie als Valentin im Urfaust auf. Zur Spielzeit 2010/11 ging Sebastian Tessenow an das Schauspiel Essen. 2012 kehrte er an das Theater Chemnitz zurück, wo er unter anderem als Peter Munk in Shirin Khodadadians Inszenierung von Das kalte Herz und als Aaron in der Uraufführung von Das Weiß an den Rändern der Nacht (Regie: Alexandra Wilke) zu sehen war. Er arbeitete dort außerdem mit Dieter Boyer, Nuran David Calis und Enrico Lübbe zusammen.
Von 2013 bis 2016 war Sebastian Tessenow festes Ensemblemitglied am Schauspiel Leipzig. Er trat dort u. a. als Alwa in Lulu (Regie: Nuran David Calis), als Leander in Grillparzers Des Meeres und der Liebe Wellen (Regie: Mateja Koležnik), als Ferdinand in Kabale und Liebe (Regie: Georg Schmiedleitner), in Heiner Müllers Wolokolamsker Chaussee I–V (Regie: Philipp Preuss) und in der Titelrolle von Baal (Regie: Nuran David Calis) auf. In der Spielzeit 2016/17 war Tessenow weiterhin als Gast am Schauspiel Leipzig engagiert.
Seit der Spielzeit 2016/17 ist Sebastian Tessenow festes Ensemblemitglied des Düsseldorfer Schauspielhauses. Dort spielte er u. a. John Proctor in Hexenjagd (2017, Regie: Evgeny Titov), den Studienfreund Labude in Fabian oder der Gang vor die Hunde (2017, Regie: Bernadette Sonnenbichler), Bassanio in Der Kaufmann von Venedig (2018, Regie: Roger Vontobel), den Volkstribun Junius Brutus in Coriolan (2019, Regie: Tilmann Köhler), und in der Spielzeit 2019/20 den Herzog Suffolk in Henry VI & Margaretha di Napoli (nach William Shakespeare von Tom Lanoye, Regie: David Bösch). Außerdem spielte er in der Theatersaison 2023/24 den Woyzeck (Regie: Luise Voigt) und Biff in Tod eines Handlungsreisenden (Regie: Robert Gerloff). In seinen Bühnenrollen zeichnet sich Tessenow insbesondere durch sein „körperintensives Spiel“ aus. Außerdem stand er in Düsseldorf in den von André Kaczmarczyk entwickelten Liederabenden »Boys don’t cry and girls just want to have fun« und »I build my time« auf der Bühne.
Tessenow wirkte außerdem in Kurzfilmen sowie in einigen Fernsehproduktionen mit.
Zu seinen Freizeitbeschäftigungen gehören Spaziergänge und Wanderungen in der Natur. Privat engagierte sich Tessenow gemeinsam mit seinem Düsseldorfer Schauspielkollegen Florian Lange mit der Teilnahme an der „Mongol Rally“ für ein SOS-Kinderdorf in Darchan in der Mongolei.
Tessenow lebt in Düsseldorf.

## Filmografie (Auswahl)
- 2013: Das Kaninchenproblem (Kurzfilm)
- 2016: SOKO Leipzig: Mann ohne Gedächtnis (Fernsehserie, eine Folge)
- 2016: Fische (Kurzfilm)
- 2016: Tierärztin Dr. Mertens (Fernsehserie, eine Folge)
- 2018: Rentnercops: Ein Schuss, zwei Treffer (Fernsehserie, eine Folge)
- 2020: Heldt: Flug des Todes (Fernsehserie, eine Folge)
- 2022: WaPo Duisburg: Das dicke Ende (Fernsehserie, eine Folge)
- 2025: Friesland: Abdrift